# 김동진 (1929년)

1960년 재수사한 단성사 앞 저격사건에 대해 증언하고 있는 김동진

김동진(金東鎭, 1929년 ~ 몰년 미상)은 대한민국의 정당인, 기업인이다.

## 생애
함경도에서 출생했으며, 서울에 한 중학교를 나온 김동진은 한국 전쟁 이후 이정재의 휘하로 들어와 동대문 사단에서 활동하기도 했으며 이정재에게 세칭 제삼세력살해음모 계획에 암살하라는 지시를 받았으나 언론에 폭로한 뒤 1955년 1월 29일 단성사 앞에서 저격을 당했으며 이후에는 1967년 대한민국 제7대 총선 민중당 후보로 출마해 연설장에서 자신의 손가락을 자르기도 했으며 979표로 대한민국 제7대 총선 낙선 이후에는 기업인으로 활동하기도 했다.

## 경력
- 대학원 졸업
- 민중당중앙당농어민부장
- 한국경영진단사협회전문위원

## 김동진을 연기한 배우들

### TV 드라마
- 박경순 - 《제1공화국》(1981년) MBC 드라마
- 이정웅 - 《무풍지대》(1989년) KBS 드라마
- 이일재 - 《야인시대》(2003년) SBS 드라마

## 같이 보기
- 이정재
- 단성사 앞 저격사건

## 참고 자료
- 대한민국 중앙선거관리위원회 역대선거정보시스템 대한민국 제7대 총선 선거 경기도 평택 제9지역구